# Rochefort (Bier)

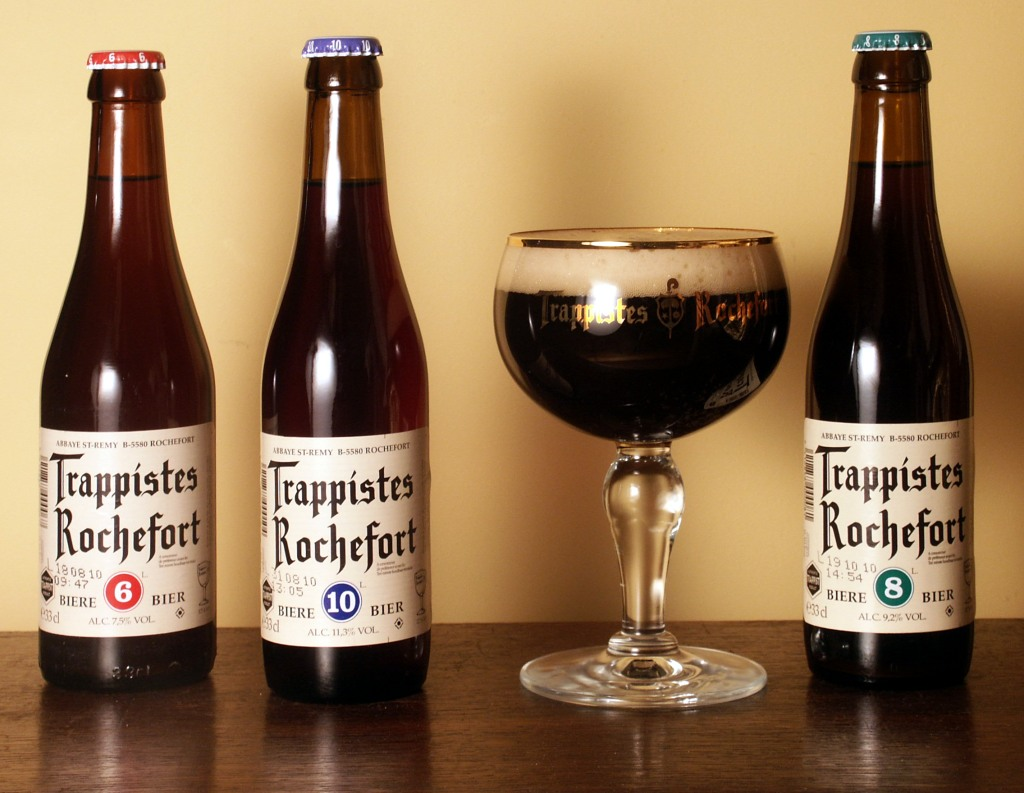
Rochefortsortiment

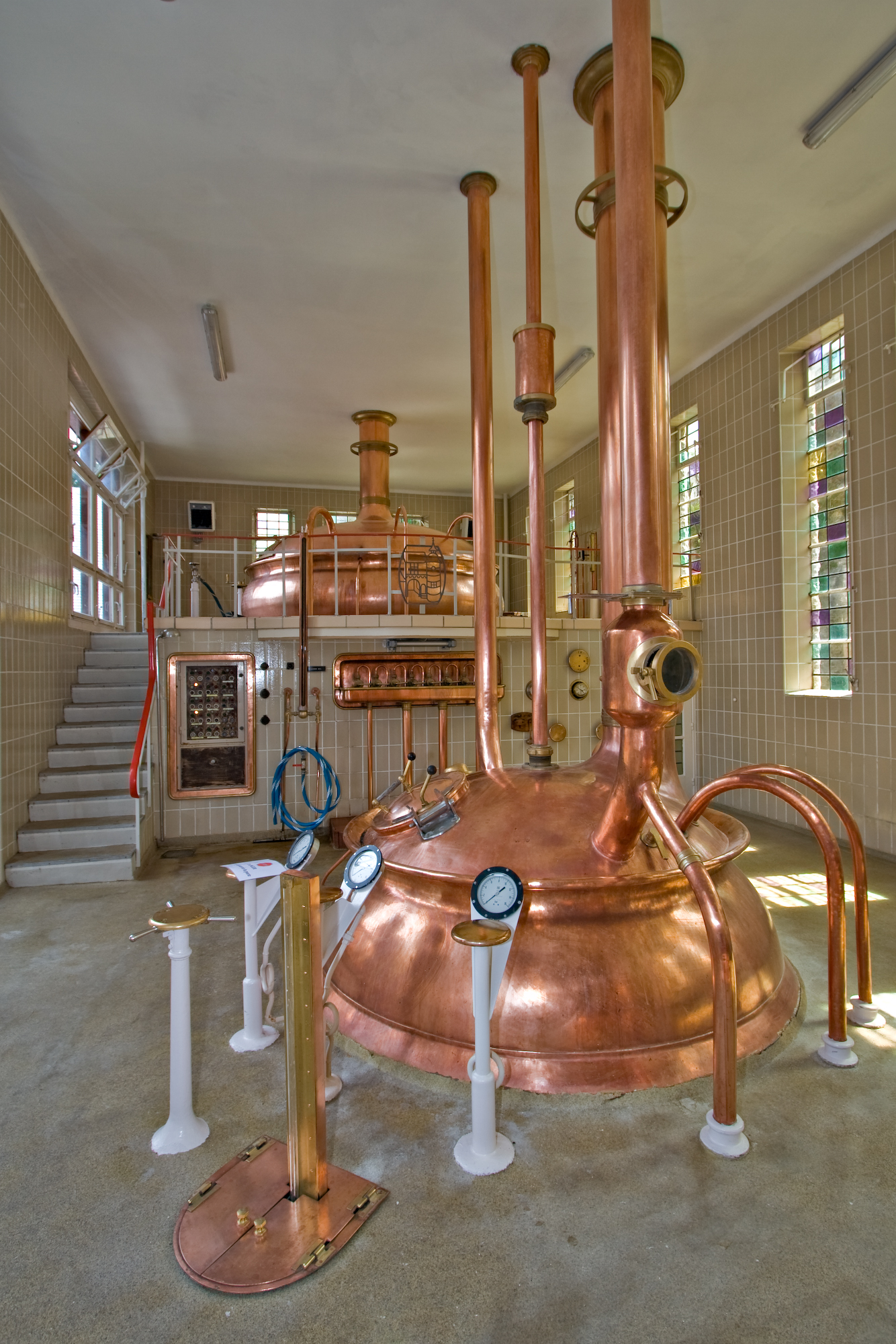
Brauereianlage in der Abtei von Rochefort

Rochefort ist ein Trappistenbier, das in der Abtei Notre-Dame-de-Saint-Rémy in Rochefort in der belgischen Provinz Namur gebraut wird.
Neben Rochefort dürfen in Belgien nur vier weitere Trappistenbiere das gesetzlich geschützte Label Authentic Trappist Product tragen: Chimay, Orval, Westvleteren und Westmalle.

## Biersorten
- Rochefort 6: roter Kronkorken, 33 cl, 7,5 % Alkohol, das älteste Rochefortbier.
- Rochefort 8: grüner Kronkorken, 33 cl, 9,2 % Alkohol, manchmal Spéciale genannt, gebraut seit 1955
- Rochefort 10: blauer Kronkorken, 33 cl, 11,3 % Alkohol, oft Merveille genannt.
- Rochefort Triple Extra: lila Kronkorken, 33 cl, 8,1 % Alkohol[1]

Die jährliche Bierproduktion beträgt 18.000 Hektoliter.